# Johannes Mewaldt
Johannes Gottlieb Julius Mewaldt (* 29. April 1880 in Posen; † 1. Mai 1964 in Wien) war ein deutscher Klassischer Philologe und Medizinhistoriker.

## Leben
Johannes Mewaldt studierte ab 1899 in Berlin Philosophie und Klassische Philologie. Während seines Studiums wurde er Mitglied beim Verein Deutscher Studenten Berlin. Nach der Promotion 1904 im Fach Klassische Philologie und dem Ersten Staatsexamen 1905 begann er den Vorbereitungsdienst für das Lehramt an Höheren Schulen. Parallel dazu studierte er vier Semester Medizin und habilitierte sich 1907 für Klassische Philologie an der Berliner Universität. Er wurde Privat-Dozent an der Philosophischen Fakultät. Der Akademisch-Philologische Verein Berlin im Naumburger Kartellverband ernannte ihn zum Ehrenmitglied. Im Schuljahr 1908/09 unterrichtete er als Oberlehrer an einer Schule in Berlin-Charlottenburg. Von 1909 bis 1914 war Mewaldt außerordentlicher Professor an der Universität Greifswald, von 1914 bis 1916 persönlicher Ordinarius in Marburg. 1916 wurde er als ordentlicher Professor nach Greifswald berufen, begann aber erst 1919 mit seiner Lehrtätigkeit, da er von 1914 bis 1918 während des Ersten Weltkriegs als Freiwilliger Kriegsdienst leistete. 1923 wechselte Mewaldt nach Königsberg, 1927 nach Tübingen und schließlich 1931 an die Universität Wien.
Mewaldt trat 1940 der NSDAP bei. Die zuständige Sonderkommission enthob ihn im Sommersemester 1946 seines Lehrstuhls an der Universität Wien, gegen Jahresende wurde er in den Ruhestand versetzt. Bereits im September 1947 erfolgte seine Entregistrierung.
Die Preußische Akademie der Wissenschaften wählte ihn 7. Februar 1924 zum korrespondierenden Mitglied ihrer philosophisch-historischen Klasse. 1932 wurde er korrespondierendes Mitglied der Wiener Akademie der Wissenschaften. 1927 verlieh ihm die Universität Marburg die Ehrendoktorwürde der Medizin.
Forschungsschwerpunkte Mewaldts waren die antike Medizingeschichte und der römische Dichter Lukrez. So wurde er nach Gründung des Corpus Medicorum Graecorum auf Vorschlag des Initiators des Corpus, seines Lehrers Hermann Diels, dessen erster Redaktor in den Jahren 1907 bis 1929/30 und hatte in dieser Funktion die Geschäftsführung des Forschungs- und Publikationsunternehmens inne. Er wurde auf dem Wiener Zentralfriedhof bestattet.

## Schriften (Auswahl)
- De Aristoxeni Pythagoricis sententiis et vita Pythagorica. Dissertation Universität Berlin 1904.
- Die geistige Einheit Epikurs. Niemeyer, Halle/S. 1927.
- Kulturkampf der Sophisten (= Philosophie und Geschichte, Bd. 21). Mohr: Tübingen 1928.
- Fundament des Staates. Kohlhammer, Stuttgart 1929.
- Die Tragische Weltanschauung der hellenistischen Hochkultur. Hoefels, Wien 1934.
- Der Kampf des Dichters Lukrez gegen die Religion. Hoefels, Wien 1935.
- Hellenistische Weltanschauung. Sexl, Wien 1941.
- (Hrsg.): Epikur / Philosophie der Freude. Eine Auswahl aus seinen Schriften, übersetzt, erläutert und eingeleitet von Johannes Mewaldt. Kröner, Stuttgart 1949 (letzte Ausgabe: 1973, ISBN 3-520-19805-3).

Festschrift
- Festschrift Johannes Mewaldt (= Wiener Studien, Bd. 73). Höfels, Wien 1960.